# Жаманак
Жаманак (з.-арм. Ժամանակ «Время») — турецкая литературная, политическая и общественная ежедневная газета на западноармянском языке, выходящая в Стамбуле с перерывами с 1908 года.
Основатели — братья Мисак и Саркис Кочуняны, первый главный редактор — Мисак Кочунян, его сменили Мартирос Кочунян, Мелик Кочунян, Ара Кочунян, Еновк Армен, Симон Чемолекян, Паруйр Кечян, Эдвард Симкешан, Григор Худавердян, с 1992 или 1997 года газету возглавляет Ара Кочунян, представитель четвёртого поколения семьи Кочунянов.
В начале XX века тираж составлял 15 тысяч экземпляров, газету доставляли по всей Османской империи от Балкан до Египта, современный тираж в 10 раз меньше.
По состоянию на 1970-е года газета печатала преимущественно информацию из Турции и стран Запада, освещала жизнь армянской диаспоры, а её литературный отдел публиковал произведения армянских писателей и переводы европейских авторов.
По состоянию на 2010-е годы газета освещала образовательную и литературно-культурную церковную жизнь армянской общины Турции, внутреннюю и внешнюю политику Армении и непризнанной Нагорно-Карабахской Республики, в том числе армяно-турецкие отношения, а также писала новости экономики и культуры.
Газета чёрно-белая, но выпускает цветные номера к Новому году, Рождеству и Пасхе. С 2013 года выходит интернет-версия газеты. Современное число сотрудников газеты — 6-7 человек.

## Награды
- Лучшее СМИ диаспоры (2010) от Министерства диаспоры Армении[3]